# تغییر اقلیم در هلند
هلند از حالا تحت تأثیر تغییر اقلیم قرار گرفته است. دمای متوسط در هلند از سال ۱۹۰۱ تا ۲۰۲۰ بیش از دو درجه سانتیگراد افزایش یافته است. هلند چهارمین کشور اتحادیه اروپا از لحاظ انتشار گازهای گلخانه‌ای در هر فرد است که دلیل آن تا حدی به‌خاطر تعداد زیاد گاوها در این کشور است.